# Кубинский цветочный листонос
Кубинский цветочный листонос (лат. Phyllonycteris poeyi) — вид летучих мышей семейства листоносых. Видовое латинское название дано в честь кубинского исследователя Фелипе Поэя (1799—1891).

## Описание
Размах крыльев от 29 до 35 сантиметров, а вес тела от 15 до 29 граммов. Длина предплечья 42-51 мм. Хвост относительно короткий, 6—18 миллиметров в длину (около половины длины бедра). Перепонка между задними конечностями узкая из-за отсутствия на них шпоры, тянется до середины голени. Морда длинная, с очень маленьким листовидным выростом, на его нижней лопасти есть медианный желобок. Череп прочный, скуловая дуга неполная. Глаза маленькие, уши небольшие (длина 12-18 мм), разделённые и остроконечные. Язык длинный, с волосовидными образованиями, формирующими кисточку на его конце.
Самцы значительно крупнее самок, отличия наиболее выражены в наибольшей длине черепа, длине предплечья и плечевой кости. У обоих полов шерсть яркая, рыже-жёлтая (в других источниках указывается, что шерсть серовато-белая), перепонки крыльев бурые. У шерсти шелковистая текстура, что создаёт эффект серебристого блеска на свету.
Вид распространён на Кубе (50 местонахождений), в Доминиканской Республике и Гаити (11 местонахождений). Населяет вечнозелёные леса и кустарники на высоте до 1700 метров, в том числе вторичные леса. Ведёт ночной образ жизни. В полёте развивает скорость до 6,7 км в час. Форма крыльев указывает на то, что эти животные с трудом могут зависать на месте во время полёта. Для кормления садится на ветку. Питается преимущественно нектаром и пыльцой открытых цветков, способных выдержать вес животного, а также плодами и иногда насекомыми. Кормовые растения: Agave grisea (нектар), Caesalpinia bahamensis (нектар), Caesalpinia vesicaria (нектар), Cecropia schreberiana (плоды), Coccothrinax (нектар), Conostegia xalapensis (плоды), Dendrocereus nudiflorus (нектар), Dichrostachys cinerea (нектар), Harrisia (нектар), Hibiscus (нектар), Lantana trifolia (плоды), Leptocereus (нектар), Muntingia calabura (плоды), Piper aduncum (плоды), Roystonea regia (нектар), Selenicereus (нектар), Solanum umbellatum (плоды), Spathodea campanulata (нектар), Talipariti elatum (нектар).
Живёт в больших группах количеством несколько тысяч особей. На востоке Кубы в пещере Cueva de los Majaes обитает около миллиона особей этого вида. Из-за присутствия летучих мышей воздух там прогревается до +43,3°С. В пещерах предпочитает самые удалённые от входа части.
Размножение происходит в декабре. Самки рождают один раз в год одного голого детёныша весом около 5 грамм.
Вид становится жертвой обыкновенной сипухи, центральноамериканской ушастой совы, кубинского удава, Alsophis cantherigerus. Отмечалось хищничество со стороны домашних кошек.

## Подвиды
- P. p. poeyi — Куба и остров Хувентуд.
- P. p. obtusa (Miller, 1929) — остров Гаити.

## Ископаемые находки
Известен из позднечетвертичных пещерных отложений центральной Кубы; возраст находок, по данным радиоуглеродного датирования, составляет 6504-7044 лет. Также отмечены позднечетвертичные окаменелости вида из Абако и Нью-Провиденс (Багамы) и острова Кайман-Брак (Каймановы острова).